# Heroiske (Sakî)
Heroiske (în ucraineană Геройське) este localitatea de reședință a comunei Heroiske din raionul Sakî, Republica Autonomă Crimeea, Ucraina.

## Demografie
Componența lingvistică a localității Heroiske
     Rusă (65,42%)
     Ucraineană (22,8%)
     Tătară crimeeană (10,96%)
     Alte limbi (0,29%)
Conform recensământului din 2001, majoritatea populației localității Heroiske era vorbitoare de rusă (65,42%), existând în minoritate și vorbitori de ucraineană (22,8%) și tătară crimeeană (10,96%).